# Bernard Aubertin
Bernard Aubertin (* 29. Juli 1934 in Fontenay-aux-Roses bei Paris; † 31. August 2015 in Reutlingen) war ein französischer bildender Künstler. Er gilt als Vertreter der ZERO-Bewegung. 1977 nahm er an der documenta 6 in Kassel teil.

## Leben und Werk
Bernard Aubertin studierte von 1955 bis 1957 Malerei in Paris. Dabei entstanden figurative Arbeiten, insbesondere Porträts, Landschaften und Stillleben. Er setzte sich in dieser Zeit mit dem Kubismus und Futurismus auseinander. 1957 traf er Yves Klein. Ein Jahr später entstanden erste monochrome rote Tafelbilder, bei denen er eine Strukturierung der pastosen Bildoberfläche mithilfe von Spachteln, Löffel- und Messerrücken oder Gabelzinken vornahm. 1959 entstanden weitere monochrome, rote Strukturbilder. Er konzentrierte sich auf die Farbe Rot als Ausdruck von Feuer zur Erzeugung von Farb- und Lichträumen.
1961–1970 nahm Bernard Aubertin an ZERO-Demonstrationen teil.
1960 begann Aubertin, monochrome Nagelbilder herzustellen. Bis 1971 arbeitete er an der Serie roter Nagelbilder in vier unterschiedlichen Phasen. In der ersten Phase bis 1962 erzeugte er Bilder, bei denen die durch eine pastos aufgetragene Farbmasse getriebenen Nägel fast unter der roten Farbe verschwanden. In der zweiten bis 1965 dauernden Phase schlug er lange Stahlstifte von der Rückseite her durch die Holzplatte, die durchgedrungenen Nagelspitzen und das zersplitterte Holz auf der Vorderseite wurden mit roter Farbe bedeckt. Die dritte Phase, die bis 1967 andauerte, hatte geometrische, kristalline oder sternförmige Nagelstrukturen zum Inhalt. Die vierte und letzte Phase dauerte bis 1971. Hier entstanden Nagelbilder mit dünnem fluoreszierenden Farbauftrag.
1961 entstanden erste Feuerbilder. Dabei wurden etwa geometrisch serielle Streichholzsequenzen auf Bildern angebracht. In diesem Jahr wurden erstmals kunsttheoretische Texte in Zeitschriften und Katalogen der ZERO-Gruppe veröffentlicht.
1962–1968 entstanden Feuerbilder und Feuerobjekte. 1965 erschien „Je suis un réaliste“, eine programmatische Erklärung des Künstlers zu seinen Werken.
1969 begann Aubertin mit seiner Arbeit an den Lawinen-Objekten. Dabei füllte er transparente Plastiksäcke mit Nägeln, Wasser, Abfällen, farbigem Puder oder Asche und befestigte diese an einem Holzgestell. Wie in einer Sanduhr rieselte dann der Inhalt nach unten. Für die Füllung verwendete Aubertin später nur noch Asche verbrannter Bücher. Zeitgleich arbeitete der Künstler an der Weiterentwicklung der Feuerbilder, monochromer roter Bilder und großformatiger Nagelbilder.
Mit der Übersiedlung nach Brest 1975 erfolgte die Herstellung monochromer roter Bilder, die mit Eisendraht konstruiert waren. 1983 begann er die Serie der Feuer-Zeichen. Das waren rechteckige verbrannte Holztäfelchen, auf dem schwarzen verkohlten Grund waren rote Farbspuren angebracht. 1984–1985 schuf Aubertin eine Serie von roten Nagelbildern mit Splittern. Dabei verwendete er auch größere Formate, bis 100 × 100 cm. 1985 kehrte er nach Paris zurück.
Seit 1985 arbeitete Aubertin an schwarz-roten Pastelle der Serie „Glut“, ab 1986 Feuer-Zeichnungen; monochrome rote Pastelle mit dem Titel „fumée rouge“. 1987 entstand eine rotierende Feuerscheibe mit 60 cm Durchmesser. Daneben schuf Aubertin monochrome rote Bilder mit Feuerschutzgittern, durchlöcherte rot angemalte Kartons mit schrägen Kanten.
1988 führte er Arbeiten mit einem Frottiertuch aus, klebte ein rot angemaltes Badetuch auf, und arbeitete wiederum an monochromen roten Bilder, die neuerdings mit Reliefpunkten ausgeführt wurden, das so genannte „Parpaing“.
1989 kam es zu monochromen schwarzen Brandmalerei-Bildern, die mit der Lötlampe ausgeführt wurden, ein Jahr später begann das „Parpaing“ auf Holz. Von 1988 bis 1993 begann Aubertin mit der „Deuzième mur d'Allemagne“, 27 durchlöcherten rot bemalten Aluminiumtafeln und 27 durchlöcherten und angebrannten Holztafeln. 1991 übersiedelte der Künstler nach Reutlingen, wo er zwei Jahre später die 54 Tafeln vollendete. 1992 stellte er das 300 × 200 cm große Triptychon „Le grand incliné face sud de l'infini incandescant“ fertig. 1993 bis 1995 schuf er „Plein rouge“, 100 monochrome rote Tafeln im Format 150 × 100 cm, die mit Spachtel auf Karton ausgeführt wurden. Ab 1995 arbeitete Aubertin an Bildern, die aus mehreren Schichten verschiedener Rottöne bestanden. Die dicken Farbschichten ragten dabei deutlich über die Leinwand hinaus. Am 11. Juli 1997 konnte er diese Serie neuer Bilder abschließen. Aubertin übergab sein Archiv an die Stiftung für Konkrete Kunst in Reutlingen und begann die Serie „Nouveau Rouge“.

## Ausstellungen (Auswahl)
- 1962: NUL Stedelijk Museum, Amsterdam
- 1977: documenta 6, Kassel, Deutschland
- 1993: Retrospektive, Stiftung für konkrete Kunst, Reutlingen, Deutschland
- 1996 Morceaux choisis 2, Espace des Arts, Chalon-sur-Saône, Frankreich
- 1999: Les coups, Frac Bourgogne, Dijon, Frankreich
- 2000: Art concret, Espace de l´Art Concret, Mouans-Sartoux, Frankreich
- 2001: Bernard Aubertin actuel, Stiftung für konkrete Kunst, Reutlingen, Deutschland
- 2002: Bits´n Pieces, Galerie Jöllenbeck – Michael Nickel, Köln, Deutschland
- 2003: Seeing Red, Hunter College Art Galleries, New York City, USA
- 2003: Seeing Red–Contemporary Nonobjective Painting[3], Hunter College Gallery, New York, USA (u. a. mit Richard Anuszkiewicz, Lutz Becker, Christiane Conrad, Rupprecht Geiger, Raimund Girke, Kuno Gonschior, Edgar Hofschen, Gottfried Honegger, Raimer Jochims, Joseph Marioni, Otto Piene, Rolf Rose, Andrea Schomburg)
- 2004: Stets Konkret, Die Hubertus Schoeller Stiftung Leopold-Hoesch-Museum, Düren, Deutschland
- 2005: Bernard Aubertin: Die Reise nach Rom, Stiftung für konkrete Kunst, Reutlingen, Deutschland
- 2005: autour du groupe ZERO, Espace de l´Art Concret, Mouans-Sartoux, Frankreich
- 2006: ZERO, Museum Kunst Palast, Düsseldorf, Deutschland
- 2006: TUTTOLIBRI, Galleria Milano, Mailand, Italien
- 2007: Bildertausch 2, Museum Ritter, Waldenbuch, Deutschland
- 2009: 75 x Aubertin, Stiftung für konkrete Kunst, Reutlingen, Deutschland
- 2009: The Death of the Audience, Wiener Secession, Österreich
- 2013: La nature des choses, Musée d’Art Moderne et d’Art Contemporain, Nizza, Frankreich
- 2014: ZERO Countdown to tomorrow, 1950s–60s[4] Solomon R. Guggenheim Museum, New York City, USA
- 2015: ZERO Let us explore the stars[5], Stedelijk Museum, Amsterdam, Niederlande
- 2024: Bernard Aubertin: Rouge et plus,[6] Kunstmuseum Reutlingen

## Sammlungen
Werke in öffentlichen Sammlungen befinden sich in: Stiftung für konkrete Kunst, Reutlingen; Espace de l´Art Concret, Mouans-Sartoux; Frac Bourgogne, Dijon; Karl Ernst Osthaus-Museum, Hagen; Ludwig Museum im Deutschherrenhaus Koblenz; Musée du Chateau de Montbeliard; Museion, Bozen; Museu Berardo, Lissabon; Museum Liaunig, Neuhaus; Norton Museum of Art, West Palm Beach.